# Miranda do Norte
Miranda do Norte là một đô thị thuộc bang Maranhão, Brasil. Đô thị này có diện tích 353,553 km², dân số năm 2007 là 17471 người, mật độ 49,42 người/km².